# Strummin' with the Devil: The Southern Side of Van Halen
Strummin' With The Devil: The Southern Side of Van Halen album je američkog rock glazbenika koji izlazi u lipnju 2006.g. Na njemu se nalaze pjesme iz doba dok je bio član hard rock grupe Van Halen.
Na albumu se nalazi petnaest kompozicija a njihov producent je John Jorgenson.

## Popis pjesama
Sve pjesme napisali su Edward Van Halen, Alex Van Halen, Michael Anthony, i David Lee Roth.
1. "Jump" (obradio David Lee Roth zajedno s The John Jorgenson Bluegrass Band)
2. "Jamie's Cryin'" (obradio David Lee Roth zajedno s The John Jorgenson Bluegrass Band)
3. "I'll Wait" (obradio Blue Highway)
4. "Runnin' With the Devil" (obradio The John Cowan Band)
5. "Dance the Night Away" (obradio Mountain Heart)
6. "Ain't Talkin' 'Bout Love" (obradio Iron Horse)
7. "Hot for Teacher" (obradio David Grisman)
8. "Feel Your Love Tonight" (obradio Tony Trischka, Dudley Connell, Marshall Wilborn, i Dave McLaughlin
9. "Panama" (obradio Cornbread Red)
10. "Unchained" (obradio Iron Horse)
11. "Ice Cream Man" (obradio Larry Cordle)
12. "And the Cradle Will Rock..." (obradio The John Jorgenson Bluegrass Band)
13. "Could This Be Magic?" (obradio The Nashville Bluegrass Band)
14. "Eruption" (obradio Dennis Caplinger)
15. "Jamie's Cryin'" (Radio Edit) (obradio David Lee Roth zajedno s The John Jorgenson Bluegrass Band)